# Regiones de América del Sur
Las regiones de América del Sur son divisiones geográficas e históricas que componen el subcontinente. La Guayana, definida por el Escudo Guayanés, incluye a la Guayana Francesa, Surinam y Guyana, compartiendo geología con el oriente venezolano y el norte brasileño. La Cordillera de los Andes inicia con los Andes Septentrionales (Venezuela, Colombia, Ecuador y el norte de Perú) que se caracterizan por sus páramos, por formar parte del Chocó biogeográfico al occidente, delimitar los Llanos al oriente. Continúa con los Andes Centrales (principalmente Perú y Bolivia, con extensiones al noroeste argentino y norte chileno) que se caracterizan por las Punas, el la meseta del Collao y limitar al occidente con el desierto de Sechura y Atacama. Por su parte, Brasil debido a su geografía dominada por las llanuras amazónicas y la Ecorregión del Cerrado, su historia de colonización portuguesa, su pasado imperial, y la preponderancia del idioma portugués, se considera una región en sí misma. Finalmente, el Cono Sur, que abarca Argentina, Chile y Uruguay, y frecuentemente incluye a Paraguay por su conexión con la Cuenca del Plata, se distingue por su forma triangular en el extremo meridional del continente, una historia común y accidentes geográficos como la Pampa, el Chaco, y los glaciares patagónicos.

## Definición
La Guayana definida geográficamente a partir del Escudo Guayanés, abarca Guayana, Surinam, y la Guayana Francesa. Esta antigua formación geológica también es compartida con el Oriente de Venezuela y el norte de Brasil, lo que se refleja en su ecología y características geográficas. Sin embargo por razones históricas, las Guayanas desarrollaron una cultura e idioma distinto debido al proceso de colonización que se llevó a cabo por los Países Bajos, Francia e Inglaterra en esta region, lo que ha llevado a que esta región sea conocida como la "Guayana". La parte central de la Guayana tiene una historia distinta al resto de Sudamérica, ya que fue colonizada por países europeos ubicados fuera de la península ibérica. Por esta razón, esta región se ha aproximado más a la comunidad de países caribeños.

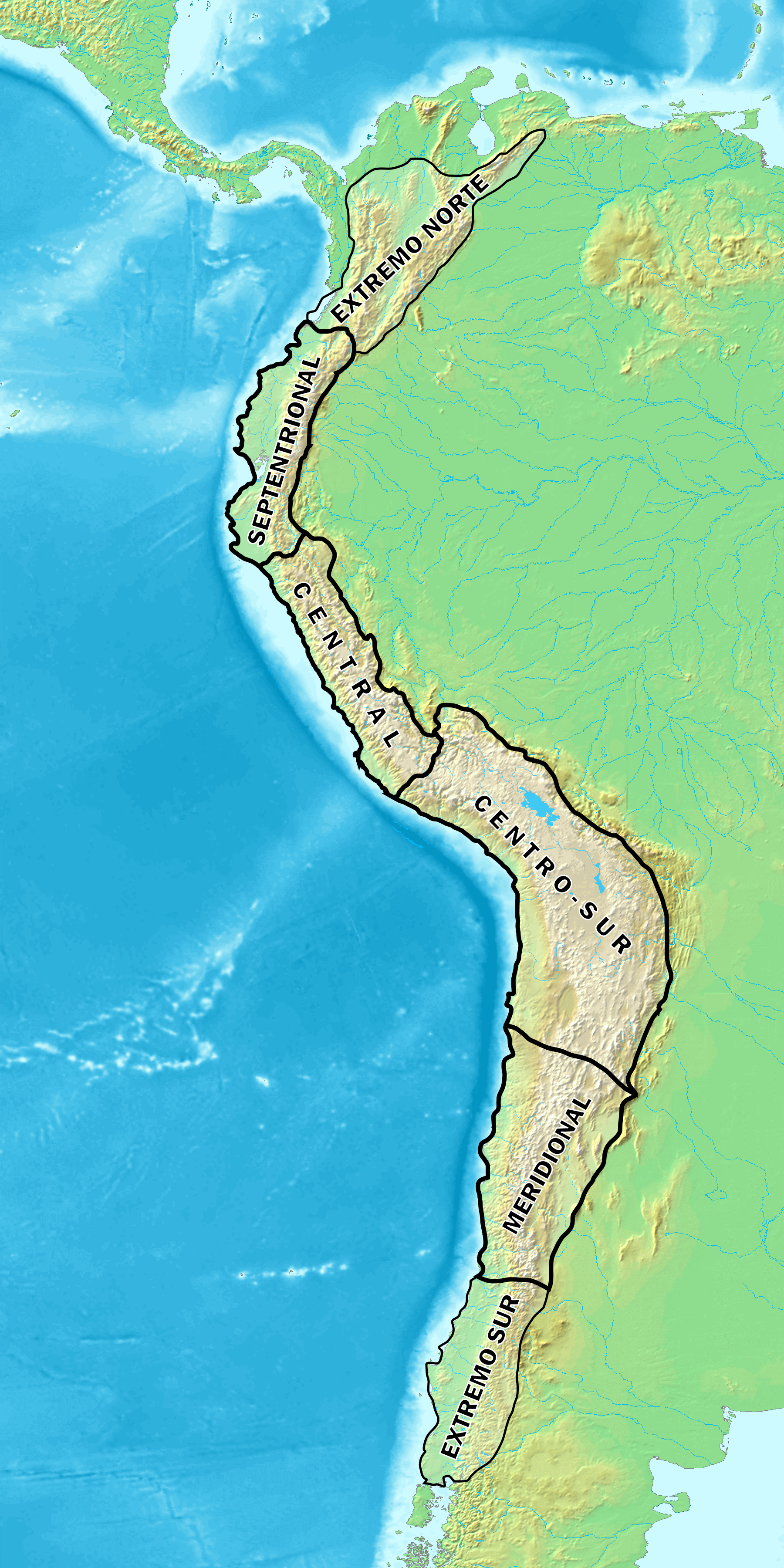
División de la Cordillera de los Andes

El norte de Sudamérica se identifica a partir de los Andes Septentrionales comprenden principalmente Venezuela Colombia, Ecuador. Formalmente incluye el norte del Perú ya que la Depresión de Huancabamba, marca el inicio de esta región y el fin de los Andes Centrales. Esta región ha sido objeto de estudios arqueológicos y etnohistóricos específicos, refiriéndose a sus poblaciones indígenas como indígenas de los Andes del Norte o "Northern Andean Indian" en inglés. Estos países, también llamados "norteandinos" forman una unidad geográfica cohesionada por el sector final de la cadena andina, que se extiende del Nudo de Loja y el Golfo de Guayaquil hasta el Mar Caribe. Las cuencas de los ríos Orinoco y Magdalena  contribuyen a esta unidad, conectando el interior del continente con el océano. Esta región actúa como un nexo entre las costas que la delimitan.
Por otro lado, la distinción de Brasil como una región propia dentro de América del Sur es fundamentada por un conjunto de características geográficas, históricas y lingüísticas que lo diferencian del resto del continente. Geográficamente, a diferencia de la prominencia andina en gran parte de América del Sur, el relieve brasileño está dominado por vastas llanuras amazónicas y el Cerrado. Históricamente, mientras la mayoría de los países sudamericanos fueron colonias del Imperio Español y lograron su independencia a través de procesos bélicos que resultaron en fragmentación política, Brasil fue una colonia del Imperio Portugués y obtuvo su independencia de manera relativamente pacífica, manteniendo su unidad territorial bajo una monarquía. Lingüísticamente, la preponderancia del portugués, una lengua romance distinta del español que domina el resto de la región, confiere a Brasil una identidad cultural, que ha influido en su conexión con el mundo lusófono.
Asimismo, los Andes Centrales constituyen una región geográfica y cultural de América del Sur, abarcando principalmente los territorios de Perú y Bolivia, y extendiéndose hacia el noroeste de Argentina y el norte de Chile. Esta región se distingue por características geográficas particulares, como la presencia de "punas", altiplano andino de altura. La Depresión de Huancabamba, en el norte de Perú, es comúnmente aceptada como el límite geográfico que marca la transición de los Andes Septentrionales a los Centrales, evidenciando una diferenciación topográfica y ecológica. Cultural e históricamente, los Andes Centrales albergaron a algunas de las sociedades prehispánicas más importantes de América, como fueron la cultura Tiahuanaco, el imperio Wari y posteriormente el imperio Inca. La distinción de esta región se refuerza por la existencia de proyectos políticos independientes a lo largo de la historia, como la Confederación Perú-Boliviana en el siglo XIX.
Por último, el Cono Sur es una región distintiva de América del Sur que incluye a Argentina, Chile y Uruguay. Esta área comparte una historia común y es un foco de estudios geopolíticos, particularmente en relación con la Antártida. Paraguay, si bien en ocasiones es excluido en definiciones estrictas, es frecuentemente integrado en esta región debido a su pertenencia a la Cuenca del Plata. Geográficamente, el Cono Sur se define por su forma triangular en la porción meridional de América, con el Cabo de Hornos como su vértice austral. Sus límites se extienden a lo largo de las costas atlántica y pacífica, marcadas por puntos de inflexión costeros: la Curva de Arica en el Pacífico y la Bahía de Paranaguá en el Atlántico, con una línea que atraviesa longitudinalmente Paraguay formando su límite norte. La región exhibe una geomorfología de contrastes extremos, destacándose la Cordillera de los Andes con las mayores altitudes del hemisferio occidental, junto a las planicies del Chaco y la Pampa. También presenta la aridez del Desierto de Atacama y la vastedad de la meseta patagónica, incluyendo el archipiélago fueguino. Elementos hidrográficos prominentes, como el estuario del Río de la Plata y la extensa Cuenca del Plata con sus caudalosos ríos (Paraná, Paraguay, Uruguay, Iguazú), son complementados por la extensa plataforma submarina del Mar Argentino y los notables campos de hielo patagónicos con sus glaciares activos.

## Norte de Sudamérica

### Geografía

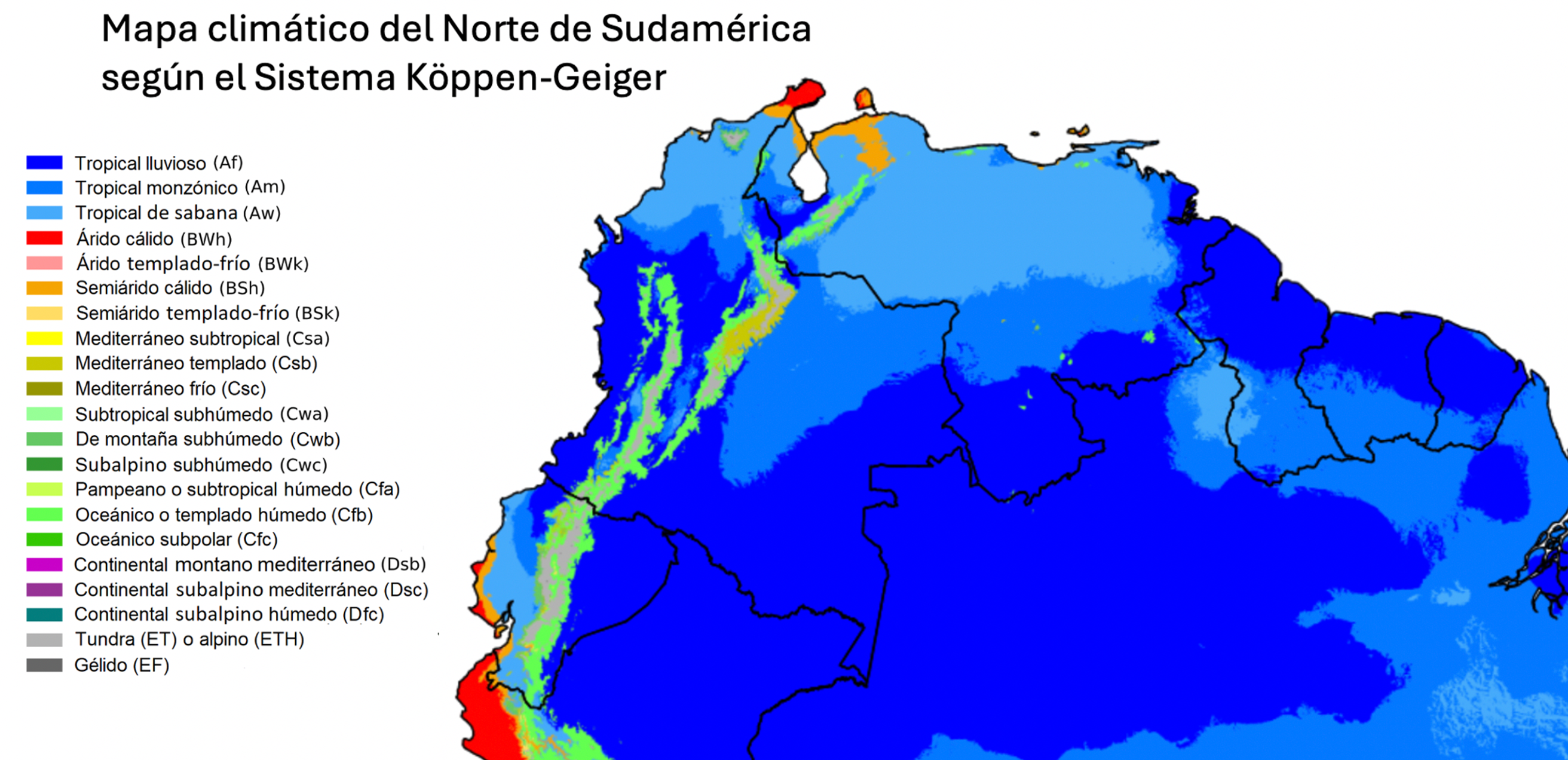
Mapa climático del Norte de Sudamérica, de acuerdo con el sistema de Köppen-Geiger.

El norte de Sudamérica, que incluye Ecuador, Colombia y Venezuela, y a veces Panamá y las Guyanas, se caracteriza por una geografía de contrastes. La Cordillera de los Andes se ramifica en estas naciones, creando valles interandinos fértiles y altiplanos elevados que contrastan con las vastas llanuras orientales, como Los Llanos y la cuenca amazónica. Esta diversidad orográfica genera una amplia gama de climas y ecosistemas, desde nieves perpetuas en los picos andinos hasta selvas tropicales. La región también cuenta con extensas costas en el mar Caribe (Colombia y Venezuela) y el océano Pacífico (Ecuador y Colombia), lo que, combinado con su relieve, resulta en una extraordinaria biodiversidad.
La región presenta una variedad climática notable según la clasificación de Köppen, reflejo de su compleja geografía. Las tierras bajas y costeras están dominadas por climas tropicales (Grupo A), principalmente ecuatoriales (Af) con altas temperaturas y lluvias constantes, o monzónicos (Am) y de sabana (Aw) con estaciones secas. A medida que aumenta la altitud en los Andes, las temperaturas disminuyen drásticamente, dando lugar a climas templados (Grupo C) en zonas interandinas y valles elevados, e incluso climas fríos (Grupo E) como tundra (ET) y hielo (EF) en las cumbres más altas. Finalmente, algunas áreas costeras y valles internos con menor humedad exhiben climas secos (Grupo B), desde semiáridos cálidos (BSh) hasta desérticos cálidos (BWh).
La hidrografía del norte de Sudamérica es fundamental para la vida, la economía y la biodiversidad, destacándose tres sistemas fluviales principales. El Río Orinoco, el tercer río más caudaloso del mundo, es compartido por Venezuela y Colombia, siendo un eje vital para el transporte, la agricultura y la biodiversidad, con un gran potencial hidroeléctrico. En Colombia, el Río Magdalena es la arteria fluvial más importante, conectando el interior con el Caribe y albergando a la mayor parte de la población y actividad económica del país. Finalmente, en Ecuador, el sistema del Río Guayas es crucial para la costa pacífica, impulsando la agricultura y las exportaciones, y sirviendo como centro de comunicación y comercio.
Las montañas y tepuyes son reguladores climáticos cruciales en esta región tropical, permitiendo el desarrollo de ecosistemas diversos y asentamientos humanos en altitudes elevadas donde las temperaturas son más frescas. La Cordillera de los Andes domina los relieves de Ecuador, Colombia y Venezuela, dividiéndose en ramales y albergando cumbres como el Chimborazo y la Sierra Nevada de Santa Marta. Además, Venezuela cuenta con el Escudo Guayanés y sus icónicos tepuyes, como el Roraima. La región insular es igualmente significativa, con las Islas Galápagos en Ecuador (Patrimonio de la Humanidad por su biodiversidad), el Archipiélago de San Andrés, Providencia y Santa Catalina en Colombia (destino turístico y estratégico), y el estado Nueva Esparta en Venezuela (incluyendo la Isla de Margarita) y sus Dependencias Federales. Finalmente, la región es un centro de megadiversidad, con los Andes Tropicales como un "hotspot" global de biodiversidad, que ha favorecido la especiación y el endemismo de miles de especies.

### Historia

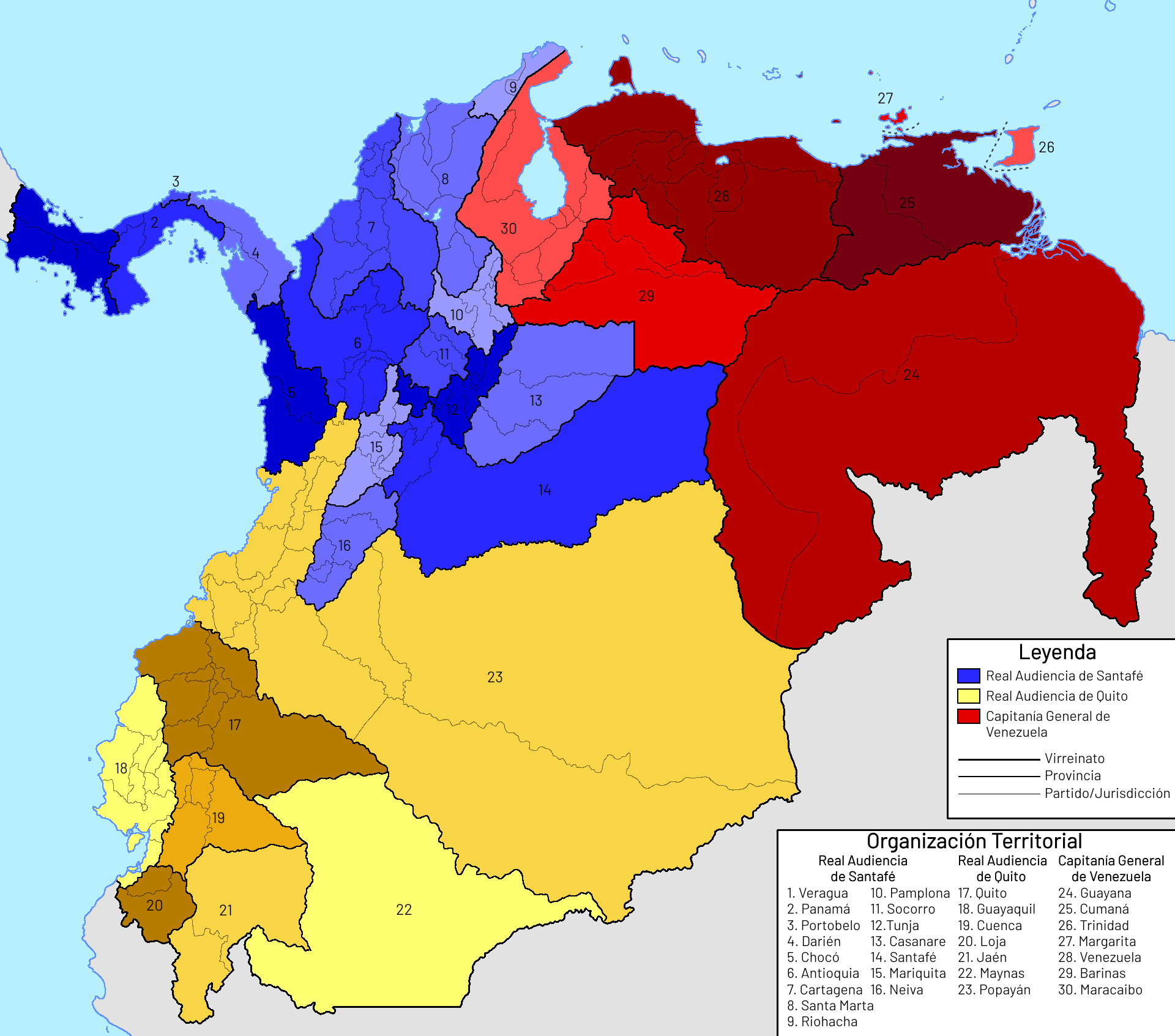
Mapa del virreinato de Nueva Granada para 1800

La historia de esta región inicia en 1539, cuando la Sabana de Bogotá fue el escenario de un encuentro entre tres conquistadores españoles: Sebastián de Belalcázar, Gonzalo Jiménez de Quesada y Nikolaus Federmann. Belalcázar llegó desde el sur, explorando nuevas tierras tras participar en la conquista de Perú y Quito. Jiménez de Quesada, desde Santa Marta, había remontado el río Magdalena y sometido a los Muiscas, fundando Santafé de Bogotá en 1538. Por su parte, Federmann, un alemán al servicio de los Welser, había cruzado los llanos orientales desde Coro, Venezuela. La convergencia de estas tres expediciones, cada una con sus propias reclamaciones territoriales, generó un conflicto de intereses.

Mapa de la Gran Colombia, país que existiría entre 1819 hasta 1830, teniendo como presidente a Simón Bolívar y a Santander como presidente interino

Para evitar una guerra interna entre sus tropas, los conquistadores optaron por la negociación. Aunque ninguno obtuvo plenamente los beneficios territoriales deseados, este encuentro fue crucial para consolidar la conquista del corazón de lo que hoy es Colombia, sentando las bases del Virreinato de Nueva Granada. Este virreinato fue creado por la Corona española en 1717 (restablecido definitivamente en 1739), con capital en Santa Fe de Bogotá, unificando los territorios de las actuales Colombia, Venezuela, Ecuador y Panamá. Las razones principales fueron la creciente producción de oro y la ubicación estratégica de la región para combatir el contrabando y la piratería. La creación del Virreinato centralizó la administración, que antes estaba fragmentada en el Nuevo Reino de Granada, la Real Audiencia de Quito y la Capitanía General de Venezuela.
La Gran Colombia fue el proyecto de Simón Bolívar para unificar los territorios del Virreinato de Nueva Granada tras la independencia. Proclamada en 1819 y consolidada en 1821, buscaba ser una gran república, pero se disolvió en 1831 debido a tensiones internas. Bolívar chocó con Francisco de Paula Santander, quien representaba el polo "civilista" y legalista, enfocado en la construcción institucional. Manuela Sáenz, leal a Bolívar, fue una figura influyente en las guerras de independencia y defensora de la unión. Desde su disolución, ha habido varios intentos de reunificación, como el de los Estados Unidos de Colombia en 1863 y las propuestas de Eloy Alfaro a finales del siglo XIX. Más recientemente, el presidente Gustavo Petro ha revivido la idea, aunque su materialización enfrenta importantes obstáculos actuales.

## Guayana

Relieve del Escudo guayanés.

La Guayana es una región geográfica en el norte de América del Sur, definida por el Macizo Guayanés y sus territorios adyacentes. Políticamente, engloba a los países de Guyana, Surinam y la Guayana Francesa. No obstante, en clasificaciones más amplias, también se incluyen la Guayana venezolana (compuesta por los estados de Amazonas, Bolívar y Delta Amacuro) y territorios brasileños como Amapá, Roraima y partes de Pará y Amazonas. Esta parte central de la Guayana se distingue del resto de Sudamérica por su historia de colonización por potencias europeas no ibéricas, lo que le ha conferido una identidad cultural, lingüística y política más cercana a la comunidad caribeña que al resto del subcontinente.
Dentro de esta vasta región, Guyana, la antigua Guayana Británica, es una nación independiente con una superficie de 214 969 km² y el inglés como idioma oficial; mantiene disputas territoriales con Venezuela (Guayana Esequiba) y Surinam (Región de Tigri). Surinam, anteriormente Guayana Neerlandesa, es el país menos poblado de Sudamérica con 163 270 km², cuya capital es Paramaribo y también presenta reclamos territoriales. Finalmente, la Guayana Francesa es una región y departamento de ultramar de Francia, con 91 312 km² y el francés como idioma oficial, conocida por ser el último territorio europeo continental en Sudamérica y por su rápido crecimiento poblacional.

### Historia

Mapa de Las Guayanas, incluyendo la venezolana (antigua Guayana española) y la brasileña (antigua Guayana portuguesa).

Políticamente, abarca Guyana, Surinam y la Guayana Francesa, aunque en algunas clasificaciones también se incluyen la Guayana venezolana (estados de Amazonas, Bolívar y Delta Amacuro) y los estados brasileños de Amapá, Roraima, parte de Pará y, ocasionalmente, parte de Amazonas. Esta región se distingue del resto de Sudamérica por haber sido colonizada por potencias europeas no ibéricas, lo que ha generado lazos culturales, lingüísticos y políticos más fuertes con el Caribe. Guyana, anteriormente Guayana Británica, es un país independiente desde 1966. Limita con Venezuela al oeste (quien reclama la Guayana Esequiba), Surinam al este (quien reclama la Región de Tigri), Brasil al sur y el Océano Atlántico al norte. Su capital es Georgetown y el inglés es su idioma oficial. Por su parte, Surinam, conocida como Guayana Neerlandesa antes de su independencia en 1975, es el país menos poblado de Sudamérica. Limita con la Guayana Francesa al este, Guyana al oeste, Brasil al sur y el Océano Atlántico al norte, y su capital es Paramaribo. Finalmente, la Guayana Francesa es una región y departamento de ultramar de Francia, además de una Región Ultraperiférica de la Unión Europea. Ubicada en la costa norte de Sudamérica, entre Brasil y Surinam, es el último territorio europeo en el continente sudamericano y se destaca por su rápido crecimiento poblacional. Su capital es Cayena y el francés es su idioma oficial. Aunque Surinam reclama parte de su territorio, la Guayana Francesa forma parte integral de Francia desde 1946.

## Brasil

### Geografía

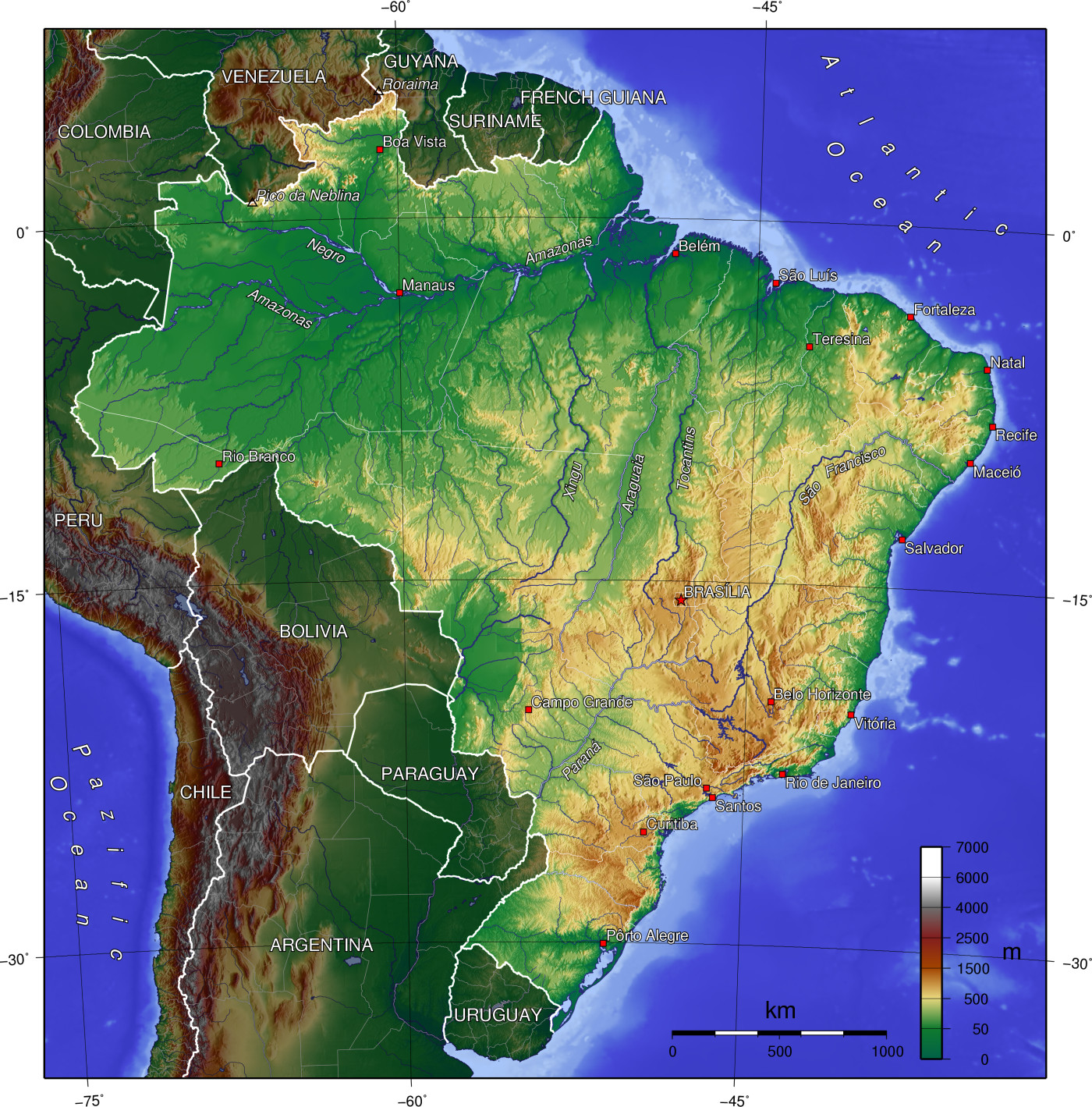
Mapa topográfico de Brasil.

Brasil, el quinto país más grande del mundo y el tercero de América, ocupa una vasta área en la costa este y gran parte del interior de Sudamérica. Es atravesado por el ecuador y el trópico de Capricornio, y comparte fronteras con casi todos los países sudamericanos, excepto Ecuador y Chile, incluyendo una de las fronteras terrestres más largas del mundo con Bolivia. Su territorio abarca varios archipiélagos y se extiende por cuatro husos horarios, lo que, junto a su diverso relieve y clima, lo convierte en una nación geográficamente muy variada.
La topografía brasileña es sumamente diversa, con colinas, montañas, planicies y mesetas. Gran parte del país se encuentra entre los 200 y 800 metros sobre el nivel del mar, con tierras altas predominando en el sur. El noroeste presenta una meseta interrumpida por cerros, mientras que el sureste es más accidentado, con cordilleras como la Sierra de la Mantiqueira que superan los 1200 metros. El Pico da Neblina, con 2994 metros, es el punto más alto. Además, Brasil cuenta con una extensa costa de 7491 km bañada por el océano Atlántico y una densa red de ocho grandes cuencas hidrográficas, destacando el río Amazonas, el más grande del mundo en extensión y volumen de agua.
El clima de Brasil es predominantemente tropical, aunque presenta una gran variedad de subtipos según el sistema de Köppen: ecuatorial, tropical, semiárido, tropical de altitud, templado y subtropical. Estas variaciones climáticas dan lugar a diferentes biomas, desde bosques tropicales en el norte hasta sabanas en el centro y bosques templados en el sur. Las temperaturas medias son elevadas en la mayor parte del país, aunque las regiones del sur y sureste experimentan inviernos frescos con heladas y nevadas ocasionales. El noreste, con su clima semiárido, es propenso a sequías prolongadas, como la "Gran Sequía" de 1877-1878 que causó una gran mortandad.

### Historia

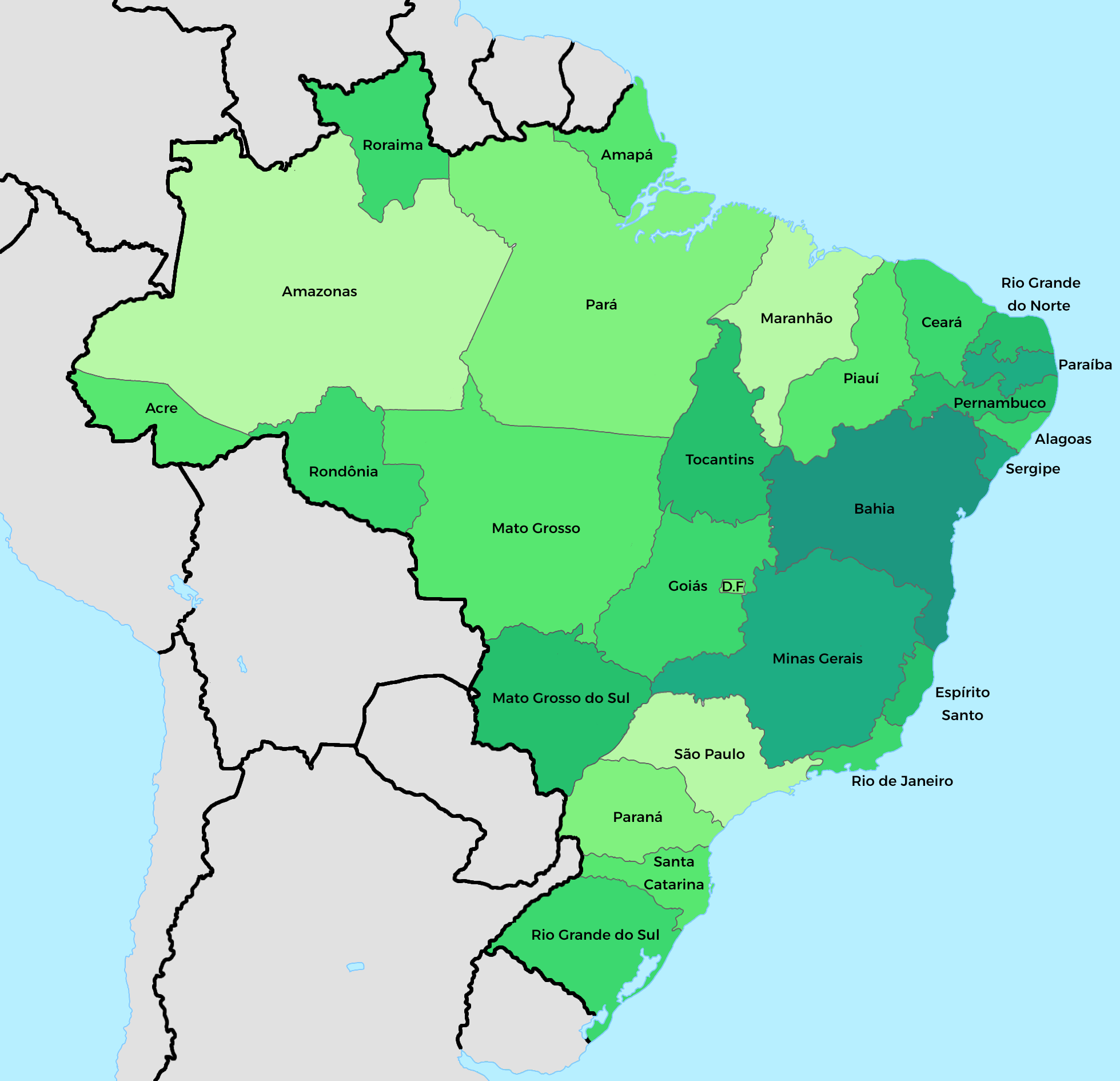
Mapa político de Brasil

Antes de la llegada de los europeos, se estima que Brasil estaba habitado por aproximadamente dos millones de indígenas, principalmente de las naciones tupí-guaraní, macro-jê y aruacos, quienes vivían en la Edad de Piedra y a menudo luchaban entre sí. En enero de 1500, Vicente Yáñez Pinzón fue el primer navegante europeo en llegar a las costas del extremo septentrional de Brasil, seguido tres meses después por Pedro Álvares Cabral. La colonización portuguesa se inició oficialmente en 1534 con el sistema de capitanías hereditarias, que fue reemplazado en 1549 por un gobernador general. Los portugueses asimilaron o exterminaron a las tribus nativas, mientras que el azúcar se convirtió en el principal producto de exportación, impulsando el comercio de esclavos africanos.
Los portugueses expandieron gradualmente su territorio a través de guerras contra los franceses y neerlandeses, y al fundar la Colonia del Sacramento en el actual Uruguay. A finales del siglo XVII, el descubrimiento de oro en Minas Gerais, Mato Grosso y Goiás salvó a la colonia de un colapso económico. Aunque España intentó frenar la expansión portuguesa, el Tratado de San Ildefonso en 1777 confirmó la soberanía portuguesa sobre la mayor parte de las tierras ocupadas, estableciendo las fronteras actuales de Brasil. En 1808, la familia real portuguesa se estableció en Río de Janeiro, convirtiéndola en la capital de facto del Imperio portugués, y en 1815, Brasil fue elevado a un reino soberano.
Brasil declaró su independencia el 7 de septiembre de 1822, con Pedro I como su primer emperador, tras el intento portugués de revertir su estatus colonial. La Guerra de Independencia se extendió por varias regiones, y la independencia fue reconocida por Portugal en 1825. Bajo el reinado de Pedro II (1831-1889), Brasil experimentó paz interna, progreso económico y victorias en tres guerras internacionales, además de la abolición gradual de la esclavitud. Sin embargo, el Imperio fue derrocado en 1889 por un golpe militar apoyado por antiguos propietarios de esclavos, dando inicio a la Primera República, que en un principio fue una dictadura militar. Tras un período de inestabilidad, Getúlio Vargas tomó el poder en 1930 a través de un golpe de Estado, estableciendo una dictadura que duraría hasta 1945. Brasil participó en la Segunda Guerra Mundial del lado de los Aliados.

## Andes Centrales

### Geografía

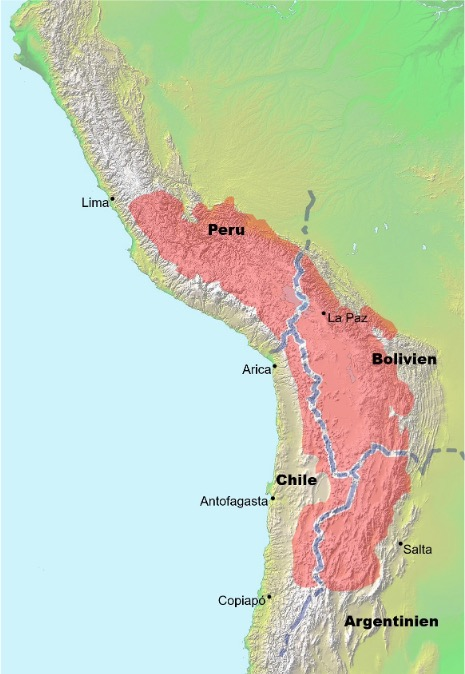
Los Andes Centrales, el Altiplano y el Oroclinal de Bolivia

Los Andes Centrales, que se extienden desde el norte de Perú hasta el sur de Bolivia, incluyendo partes del norte de Chile y el noroeste de Argentina, forman la sección más ancha y elevada de la cordillera andina. Esta vasta región se caracteriza por su continuidad y elevación, con pocas o ninguna pasada por debajo de los 4000 metros de altitud. Dentro de esta área destaca el Altiplano, una meseta de gran altitud (promedio de 3800 m s. n. m.) con un paisaje de lagos, salares y humedales enmarcados por imponentes volcanes. La actividad geológica, impulsada por la tectónica de placas y la actividad volcánica, ha moldeado un relieve que incluye cordilleras desprovistas de vegetación con cumbres nevadas y valles interandinos. El Altiplano por su parte, es una cuenca sedimentaria intramontañosa formada y levantada por los movimientos tectónicos andinos durante los últimos 15-25 millones de años. Un elemento notable en esta región es el Oroclinal de Bolivia, una importante curvatura en los Andes centrales que ha influido significativamente en la deformación de la corteza terrestre.
La aridez de la costa desértica peruana dominada por el Desierto de Sechura se explica por dos fenómenos geográficos y climáticos interconectados. Primero, los Andes Centrales actúan como una barrera natural, bloqueando la humedad de la cuenca amazónica. Los vientos húmedos del Atlántico chocan contra la cordillera, descargando su humedad en el lado oriental y generando un "efecto Föhn" o sombra orográfica, lo que resulta en masas de aire secas y cálidas al descender por la vertiente occidental hacia el Pacífico. Segundo, la Corriente de Humboldt, una corriente oceánica fría que fluye a lo largo de la costa, enfría las masas de aire oceánicas, impidiendo la formación de nubes de lluvia significativas y contribuyendo a las densas neblinas y garúas costeras, pero no a las precipitaciones necesarias para una vegetación abundante.

### Historia

Confederación Perú-Bolivia

La historia en esta región es más antigua e inicia en la época prehispánica. Las culturas Tiahuanaco y Wari fueron civilizaciones importantes de esta región. Tiahuanaco, ubicada cerca del lago Titicaca, floreció entre los siglos VII y X d. C., expandiendo su influencia a través de redes de intercambio y destacándose por su arquitectura monumental. Por su parte, Wari emergió entre los siglos VII y XIII d. C. desde Ayacucho, Perú, formando un vasto imperio a través de conquistas militares. Ambas culturas, aunque con diferentes estrategias de expansión, compartieron influencias culturales y artísticas, sentando las bases para futuras civilizaciones andinas.
Durante el Virreinato del Perú, establecido en 1542, la explotación de los recursos minerales andinos, especialmente la plata de Potosí en el Alto Perú (actual Bolivia), fue el motor económico. Este sistema, que incluyó la mita (trabajo forzado indígena), generó importantes centros administrativos y comerciales como La Paz y Chuquisaca. A pesar de la posterior independencia, el antiguo virreinato se dividió en Perú y Bolivia. La independencia de Perú fue proclamada en 1821 por José de San Martín, y la de Bolivia en 1825 por Antonio José de Sucre, tras las decisivas batallas de Junín y Ayacucho que sellaron el fin del dominio español.
Tras la independencia, el mariscal Andrés de Santa Cruz impulsó la Confederación Perú-Boliviana (1836-1839) con el objetivo de unificar los territorios del ex Virreinato del Perú y el Alto Perú. Esta unión buscaba restablecer lazos históricos y económicos, pero enfrentó fuerte oposición interna y externa, especialmente de Chile y Argentina, quienes la veían como una amenaza. La derrota en la Batalla de Yungay en 1839 marcó el fin de este proyecto unificador. Posteriormente, la Guerra del Pacífico (1879-1884) enfrentó a Chile contra Perú y Bolivia por el control de yacimientos de salitre, resultando en la pérdida de la salida al mar de Bolivia y la cesión de territorios peruanos a Chile.

## Cono Sur

### Geografía

Cono Sur

El Cono Sur se posiciona como una de las pocas regiones terrestres ubicadas simultáneamente en el hemisferio sur y el hemisferio oceánico, caracterizado por la inmensidad de los océanos circundantes. Geográficamente, alberga hitos impresionantes: el Aconcagua en Argentina, la cumbre más alta fuera del Himalaya; el desierto de Atacama en Chile, el más árido del planeta; y la Pampa Húmeda, una fértil ecorregión compartida por Argentina, Uruguay y el sur de Brasil. También destacan las cataratas y saltos de sus caudalosos ríos, los bosques caducifolios y de coníferas de la Patagonia, y el Campo de Hielo Patagónico Sur.
La geomorfología del Cono Sur es sumamente diversa, abarcando desde las mayores altitudes de los Andes en el hemisferio occidental y sur, hasta las mayores depresiones continentales bajo el nivel del mar en América, como el Gran Bajo de San Julián. Contiene extensas planicies como la Pampa y el Chaco, que contrastan con la diagonal árida que se extiende desde el desierto de Atacama hasta la Patagonia Oriental. La región también cuenta con la meseta patagónica, el archipiélago fueguino y las islas Malvinas. Hidrográficamente, sobresalen el Río de la Plata, el estuario más ancho del planeta, y la vasta cuenca del Plata con ríos como el Paraná, Paraguay y Uruguay, que retroalimentan el gigantesco acuífero Guaraní y grandes humedales. Además, posee una de las plataformas epicontinentales más extensas del mundo, el Mar Argentino, y campos de hielo patagónicos con glaciares activos, así como importantes sistemas lacustres de origen glaciar.
La geología del Cono Sur, si bien estable en gran parte debido a la placa sudamericana, experimenta una intensa actividad sísmica en sus bordes occidental y meridional. El roce y la colisión con la placa de Nazca, parte del cinturón de fuego del Pacífico, provocan megaterremotos de subducción, afectando principalmente a Chile y Cuyo en Argentina; el mayor terremoto registrado ocurrió en Valdivia, Chile, en 1960. El clima del Cono Sur es notablemente variado, transitando de tropical a nival, con climas desérticos en el noroeste, templados en el centro de Argentina y Uruguay, y mediterráneos en el centro de Chile. Las regiones más australes, influenciadas por la Antártida y la ausencia de corrientes cálidas como la del Golfo, presentan climas fríos oceánicos y de tundra isotérmica, con extensos campos de hielo durante todo el año. La hidrografía está dominada por la Cuenca del Plata, y numerosos ríos patagónicos y de la vertiente del Pacífico que nacen en la Cordillera de los Andes.

### Historia
La conquista del Cono Sur por parte de los europeos, iniciada en el siglo XVI, fue un proceso heterogéneo. Si bien algunas regiones, como las que habían formado parte del Tahuantinsuyo en Perú y Bolivia, mostraron una colaboración inicial con los invasores, otros pueblos como los mapuches en Chile o los calchaquíes en el noroeste argentino ofrecieron una feroz resistencia. La "Guerra de Arauco" en el sur de Chile es un claro ejemplo de la negativa mapuche a la dominación extranjera, logrando incluso expulsar a los españoles de ciertas zonas a principios del siglo XVII. Las ciudades fundadas por los españoles, como Santiago de Chile y Asunción del Paraguay, se convirtieron en centros de control colonial, aunque con una presencia limitada en vastas extensiones del territorio.
Durante el período colonial, el Cono Sur se caracterizó por su relativa marginalidad dentro del Imperio Español, con Buenos Aires, por ejemplo, funcionando principalmente como puerto para el contrabando y el comercio ganadero. Sin embargo, esta dinámica también propició el desarrollo de una identidad regional particular. A principios del siglo XIX, las ideas de la Ilustración y los acontecimientos en Europa, como la invasión napoleónica de España, impulsaron los movimientos independentistas. Argentina declaró su independencia en 1816, seguida por Chile y Uruguay, marcando el fin del dominio colonial y el inicio de la conformación de los estados-nación.
El siglo XIX y principios del XX estuvieron marcados por la consolidación de los nuevos estados, conflictos internos y regionales, y una masiva inmigración europea, principalmente de Italia, España y Alemania, que transformó la demografía y la cultura del Cono Sur. Países como Argentina y Uruguay experimentaron un notable crecimiento económico basado en la exportación de productos agropecuarios, posicionándose como potencias exportadoras. Sin embargo, este período también vio la expansión de las fronteras internas a costa de las poblaciones indígenas, como la "Conquista del Desierto" en Argentina.